# Diplodus annularis
Espèce
Statut de conservation UICN

 LC  : Préoccupation mineure
Diplodus annularis, le Sparaillon ou Pataclet, est une espèce de poissons de la famille des sparidés pouvant atteindre jusqu'à 24 cm de long. Il est présent en Atlantique est et en Méditerranée.

## Habitat
Les pataclets vivent en bancs en mer Méditerranée, notamment le long des côtes rocheuses, les fonds vaseux et les plages dont l'eau est peu profonde. Ils affectionnent particulièrement les herbiers de posidonies.

## Nourriture
Les pataclets se nourrissent de petits crustacés et de vers de sable.